# Lukas und Sohn
Lukas und Sohn ist eine Krimiserie, die 1989 im ZDF von März bis Mai lief. Die Drehbücher zu dieser zwölfteiligen Serie wurde von den Autoren Horst Pillau und Walter Kempley verfasst und von Regisseur Michael Günther umgesetzt.

## Inhalt
Der Witwer Lukas arbeitet als Oberkommissar bei der Polizei. Sein zwölfjähriger Sohn Peter unterstützt ihn bei der Lösung heikler und komplizierter Fälle. Die Fotografin Christine, Lukas’ Freundin, fungiert als Ratgeberin, Lebensgefährtin und Ersatzmutter. Es geht in den Kriminalfällen um Raub, Diebstahl, Erpressung, Drogenhandel und Mord.

## Darsteller
Neben der Stammbesetzung gaben viele Schauspieler Gastauftritte. Darunter waren Joachim Tennstedt, Volker Brandt, Karin Eickelbaum, Joseline Gassen, Sigmar Solbach, Hildegard Krekel, Ulli Kinalzik, Gerd Duwner, Helmut Krauss, Eva Pflug, Jürgen Kluckert, Christoph Lindert, Rotraud Schindler, Rita Engelmann, Wolfgang Spier und Sabine Thiesler.

## Folgen
Die Ausstrahlung im ZDF erfolgte zwischen dem 6. März und dem 12. Juni 1989. 
1. Mord im Hotel
2. Tod im Bad
3. Die verschwundene Leiche
4. Venus in Verbrecherhand
5. Tod nach Noten
6. Skrupellose Erpresser
7. Der Tote im Urlaub
8. Der tote Casanova
9. Rote Rosen am Tatort
10. Das Opfer der Scharfschützin
11. Mord hinter verschlossenen Türen
12. Mord auf Probe